# Mitja Šipek
Matevž (Mitja) Šipek, slovenski metalurg, inovator in vsestranski kulturni delavec, * 5. september 1926, Šentanel, † 19. julij 2015, Slovenj Gradec.

## Življenje
Osnovno šolo je končal v svojem rojstnem kraju Sv. Danijelu in sе leta 1936 vpisal na gimnazijo v Mariboru. Z namenom, da postane duhovnik, je v Mariboru stanoval v škofijskem dijaškem internatu, bolj pa ga je zanimala fizika. Zaradi vojne je prekinil šolanje, se leta 1942 vpisal na gimnazijo v Celovcu, vendar je zaradi vpoklica v nemško vojsko ni dokončal. Pred nemško mobilizacijo se je zatekel k partizanom. Leta 1944 je postal član komunistične partije. Maturiral je aprila 1946 na gimnaziji v Mariboru. Ker oče ni podpiral njegove odločitve za študij, se je vrnil domov, potem pa se zaposlil v železarni na Ravnah. Tam so mu ponudili štipendijo za študij metalurgije. Študiral je na Visoki tehniški šoli v Ljubljani in se ukvarjal z ultrazvokom. Leta 1952 je diplomiral in se zaposlil v Železarni Ravne. Leta 1957 je odšel na izpopolnjevanje v ZDA in ga zaključil na metalurškem inštitutu IRSID Institut St. Germain v Franciji (1961–1963). V Železarni Ravne je bil od leta 1952 do 1992 vodilni na področju kontrole jekla. Prispeval je več kot 120 izumov in izboljšav v domači železarni in tujim podjetjem. 
Udejstvoval se je še na kulturnem področju kot zborovodja, scenarist, režiser, igralec, pisec, pesnik in govornik.

## Delo

### Stroka
Ukvarjal se je z neporušno kontrolo materialov (angl. nondestructive testing). Prvi je uvedel metodo pregledovanja materiala z ultrazvokom. V Železarni Ravne je leta 1953 nabavil defektoskop in z njim kontroliral skrite napake v jeklu. Bil je med prvimi uporabniki ultrazvoka v metalurgiji na svetu. Na metalurškem institutu IRSID v St. Germainu je razvil ultrazvočno sondo za prototipno avtomatizirano kontrolo defektov tračnic. Institut mu je ponudil vodenje defektoskopskega laboratorija, vendar je službo zavrnil in se vrnil v Železarno Ravne. Kot tehnični svetovalec je 30 let sodeloval z nemškim podjetjem za ultrazvočne defektoskope.
V Železarni Ravne je razvijal in izboljševal metode za kontrolo in izdeloval sonde, doma pa je v svojem laboratoriju raziskoval metode ter pribor za ultrazvočno kontrolo še na področju vojne industrije (kontrola raket, topovskih cevi in motorjev za reaktivna letala), letalstva, ladjedelništva in strojegradništva, v naftni in kemijski industriji, v železniškem in avtomobilskem prometu.
Ker se je stroka razvijala po celi Jugoslaviji, literature pa je primanjkovalo, je pisal priročnike in članke za delo z ultrazvokom za, doma in po svetu. Sam je prirejal tečaje za uporabo ultrazvoka v Sloveniji in po Jugoslaviji. S pomočjo Železarne Ravne je leta 1965 ustanovil društvo za defektoskopijo in kot njegov predsednik prirejal odmevne mednarodne simpozije po Evropi.

### Gledališče
Leta 1952 se je začel ukvarjati z gledališčem. Igral je v komediji Deseti brat in v drami Samorastniki. Pri pisanju dramskih tekstov se je opiral na Prežihovega Voranca. Monodrama Svetneči Gašper iz Prežihove novele Pot na klop je doživela velik uspeh. Šipek, ki je igral Svetnečega Gašperja, je poskrbel tudi za režijo, kulise in garderobo. Monodrama je bila uprizorjena več kot tisočkrat, tudi na Borštnikovem srečanju v Mariboru, Križevniški cerkvi v Ljubljani, v Avstriji, na Švedskem in na izvršnem svetu slovenske vlade. Bila je izbrana kot najboljša amaterska prireditev v letu 1976 in je prejela Severjevo nagrado, po njej sta bila posneta dva filma. Napisal je scenarije za drame Jugenburg (po romanu Doberdob), Fužina, Med zakonom in vestjo in Smrt plavža.

### Film
Leta 1954 je dobil prvo vlogo v Kosmačevem filmu Koplji pod brezo. V Splavu meduze ga je angažiral režiser Karpo Godina, bil je edini amaterski igralec med profesionalnimi gledališčniki, film pa je prejel visoko priznanje v Cannesu. Igral je v filmu Svetneči Gašper, monodramo je napisal sam, filmski scenarij pa Janez Drozg, režiser filma. Leta 1983 je zanj prejel Stopovega TV-viktorja. Igral je še v Drozgovih filmih Boj na požiralniku in Pasja pot ter v filmih Nasvidenje v naslednji vojni, Ob stoletnici pokopa plavža na Prevaljah in Podzemlje Pece. Sodeloval je v raznih oddajah na TV Slovenija (Srečanja) in TV Maribor.

### Proza in poezija
Objavljal je v časopisu Koroški fužinar, na pobudo Poldeta Suhodolčana so bili članki ponatisnjeni v avtobiografski knjigi Šentanel, moje življenje (1979), ki zajema Šipkovo življenje od 1930 do 1945. Pisal je tudi pogrebne govore. 
Njegova pesniška zbirka Oporoka je izšla leta 1988 v 500 izvodih in opisuje Šipkovih deset dni v bolnišnici v Slovenj Gradcu. Leta 2007 sta Margareta Jukič in Marija Suhodolčan Dolenc pod naslovom Pesem in jeklo uredili knjigo njegove proze, pesmi, dram in priložnostnih spisov. Dejaven je bil kot zborovodja, pisal je besedila za narečne popevke. Ustanovil in vodil je zbor Šentanelski pavri in oktet Lovske družine Prežihovo. Zbor Šentanelski pavri je ob tridesetletnici delovanja prejel častni znak svobode RS.

## Odlikovanja in nagrade
- orden rada sa srebrnim vencem (1961);
- medalja zaslug za narod (1965);
- orden za vojne zasluge sa srebrnim mačevima (1965);
- Severjeva nagrada (1976);
- zlata Linhartova značka za delo na dramskem področju (1978);
- srebrna Prežihova plaketa (1978);
- jubilejna Linhartova značka (1980);
- red dela z zlatim vencem, priznanje OF (1980);
- zlata Gallusova značka za delo na glasbenem področju in Gallusova listina;
- zlata plaketa Prežihovega Voranca (1986);
- imenovanje za častnega občana Občine Ravne-Prevalje (1987);
- Kidričeva nagrada za izume in izboljšave (1987);
- Janežičevo priznanje za kulturno delo s Slovenci v zamejski Koroški (1996);
- srebrni častni znak svobode za kulturo in splošno ustvarjalno dejavnost (1996);
- imenovanje za častnega občana Občine Ravne na Koroškem (1997);
- zlata Sušnikova plaketa za bogat prispevek na področju kulture (2000);
- imenovanje za častnega občana Občine Prevalje (2001);
- Ostrovrharjeva plaketa za delo na kulturnem področju (2001);
- zlata plaketa Republiškega sklada za ljubiteljsko kulturo za življenjsko delo na področju kulture (2001).